# Scilla uyuiensis
Scilla uyuiensis är en sparrisväxtart som beskrevs av Rendle. Scilla uyuiensis ingår i släktet blåstjärnesläktet, och familjen sparrisväxter. Inga underarter finns listade i Catalogue of Life.